# Gail Rebuck
Gail Rebuck, Baroness Rebuck DBE (* 10. Februar 1952 in London) ist eine britische Verlegerin und Vorsitzende des britischen Sektors des global tätigen Verlagsbuchhändlers Penguin Random House.

## Leben
Gail Rebucks lettisch-stämmiger Großvater arbeitete ebenso wie ihr Vater in der Londoner Bekleidungsindustrie. Bereits als Vierjährige wurde sie auf das Lycée Français Charles de Gaulle in South Kensington (London) geschickt, wo sie früher Französisch als Englisch zu lesen und schreiben lernte. 1974 erlangte sie einen akademischen Grad in Geistesgeschichte an der University of Sussex.
Nachdem Rebuck bei mehreren kleineren Verlagen beschäftigt gewesen und 1979 in die Hamlyn Group als Sachbuchverlegerin eingetreten war, gehörte sie 1982 zu den Gründern des Verlagshauses Century Publishing. Dieses fusionierte 1985 mit Hutchinson, nahm daraufhin den Namen Century Hutchinson an und wurde 1989 von Random House übernommen. 1991 erfolgte Rebucks Beförderung zur Vorsitzenden und Geschäftsführerin von Random House UK.
Rebuck wurde 2000 zum Commander of the Order of the British Empire (CBE) und 2009 zur Dame ernannt. 2006 reihte sie eine im Observer veröffentlichte Liste der führenden Personen der britischen Buchindustrie  auf den fünften Platz sowie 2011 eine gleichartige im Guardian präsentierte Liste an die neunte Stelle. Im Februar 2013 wurde sie im Hörfunkprogramm Woman's Hour auf BBC Radio 4 als zehntmächtigste Frau des Vereinigten Königreiches eingestuft.
Am 18. September 2014 bekam Gail Rebuck eine Life Peerage mit dem Titel Baroness Rebuck, of Bloomsbury in the London Borough of Camden, verliehen, und konnte so für die Labour Party ins House of Lords einziehen. Sie tritt damit in die Fußstapfen ihres im November 2011 verstorbenen Gatten Philip Gould, Baron Gould of Brookwood, von dem sie die beiden Töchter Georgia und Grace bekam.